# Husdjurens hemliga liv
Husdjurens hemliga liv (originaltitel: The Secret Life of Pets) är en amerikansk animerad komedifilm från 2016, producerad av Illumination Entertainment och distributerad av Universal Pictures.

## Om filmen
Filmen regisserades av Yarrow Cheney och Chris Renaud. Filmen är första animerade filmen som har Eric Stonestreet i rollistan. Filmen hade premiären i USA den 8 juli 2016 och den 3 augusti av samma år i Sverige.

## Handling
Max är en terrier som älskar sitt liv som de enda husdjuret i Katies hus. Men han är inte lycklig när Katie har med sig en annan hund som heter Duke. Han misstycker och vill bli av med sin nya rumskompis. När de två hundarna plötsligt försvinner är alla husdjuren i Manhattan på väg ut på ett stort äventyr för att finna dem.

## Rollista (urval)
| Roll     | Engelska röster  | Svenska röster          |
| -------- | ---------------- | ----------------------- |
| Max      | Louis C.K.       | Erik Haag               |
| Duke     | Eric Stonestreet | Fredde Granberg         |
| Snöboll  | Kevin Hart       | Kodjo Akolor            |
| Gidget   | Jenny Slate      | Mikaela Ardai Jennefors |
| Katie    | Ellie Kemper     | Sofia Ledarp            |
| Tiberius | Albert Brooks    | Allan Svensson          |
| Chloe    | Lake Bell        | Maria Möller            |
| Pops     | Dana Carvey      | Bengt Järnblad          |
| Buddy    | Hannibal Buress  | Özz Nûjen               |
| Mel      | Bobby Moynihan   | Gustaf Hammarsten       |
| Ozone    | Steve Coogan     | Göran Berlander         |
| Norman   | Chris Renaud     | Kim Sulocki             |